# Christina Schwanitz
Christina Schwanitz (Dresde, RDA, 24 de diciembre de 1985) es una deportista alemana que compitió en atletismo, especialista en la prueba de lanzamiento de peso.
Ganó tres medallas en el Campeonato Mundial de Atletismo entre los años 2013 y 2019, y una medalla de plata en el Campeonato Mundial de Atletismo en Pista Cubierta de 2014.
Además, obtuvo tres medallas en el Campeonato Europeo de Atletismo entre los años 2014 y 2018, y cuatro medallas en el Campeonato Europeo de Atletismo en Pista Cubierta entre los años 2011 y 2021.
Participó en cuatro Juegos Olímpicos de Verano, entre los años 2008 y 2020, ocupando el sexto lugar en Río de Janeiro 2016, en su especialidad.

## Palmarés internacional
| Campeonato Mundial                   | Campeonato Mundial       | Campeonato Mundial | Campeonato Mundial |
| Año                                  | Lugar                    | Medalla            | Prueba             |
| ------------------------------------ | ------------------------ | ------------------ | ------------------ |
| 2013                                 | Moscú (Rusia)            | Medalla de plata   | Peso               |
| 2015                                 | Pekín (China)            | Medalla de oro     | Peso               |
| 2019                                 | Doha (Catar)             | Medalla de bronce  | Peso               |
| Campeonato Mundial en Pista Cubierta |                          |                    |                    |
| Año                                  | Lugar                    | Medalla            | Prueba             |
| 2014                                 | Sopot (Polonia)          | Medalla de plata   | Peso               |
| Campeonato Europeo                   |                          |                    |                    |
| Año                                  | Lugar                    | Medalla            | Prueba             |
| 2014                                 | Zúrich (Suiza)           | Medalla de oro     | Peso               |
| 2016                                 | Ámsterdam (Países Bajos) | Medalla de oro     | Peso               |
| 2018                                 | Berlín (Alemania)        | Medalla de plata   | Peso               |
| Campeonato Europeo en Pista Cubierta |                          |                    |                    |
| Año                                  | Lugar                    | Medalla            | Prueba             |
| 2011                                 | París (Francia)          | Medalla de plata   | Peso               |
| 2013                                 | Gotemburgo (Suecia)      | Medalla de oro     | Peso               |
| 2019                                 | Glasgow (Reino Unido)    | Medalla de plata   | Peso               |
| 2021                                 | Toruń (Polonia)          | Medalla de bronce  | Peso               |